# Cantó de Hiersac
El cantó de Hiersac és un cantó francès del departament del Charente, situat al districte d'Angulema. Té 13 municipis i el cap és Hiersac.

## Municipis
- Asnières-sur-Nouère
- Champmillon
- Douzat
- Échallat
- Hiersac
- Linars
- Moulidars
- Saint-Amant-de-Nouère
- Saint-Genis-d'Hiersac
- Saint-Saturnin
- Sireuil
- Trois-Palis
- Vindelle

## Història
| Data d'elecció                           | Identitat            | Partit      | Qualitat |
| ---------------------------------------- | -------------------- | ----------- | -------- |
| 1949-1973                                | René Bertrand        | radical-RGR |          |
| 1973-1985                                | M. Léonard           | MRG         |          |
| 1985-1998                                | Marie-France Michaud | RPR         |          |
| 1998-                                    | Didier Louis         | PS          |          |
| les dades anteriors no són pas conegudes |                      |             |          |
|                                          |                      |             |          |